# Protodrilus schneideri
Protodrilus schneideri är en ringmaskart som först beskrevs av Langerhans 1881.  Protodrilus schneideri ingår i släktet Protodrilus och familjen Protodrilidae. Arten har ej påträffats i Sverige. Inga underarter finns listade i Catalogue of Life.